# نیچه در برابر واگنر
نیچه در برابر واگنر مقاله‌ای انتقادی از فردریش نیچه، متشکل از نگاهی به آثار گذشته خود، نوشته شده در واپسین سالِ هوشیاری و در خلال سال‌های (۱۸۸۸–۱۸۸۹) می‌باشد. این کتاب تا سال ۱۸۹۵، یعنی شش سال پس از فروپاشی روانی نیچه منتشر نشده بود.

## خوانش بیشتر
- On Music and Words